# Stefan Malzkorn

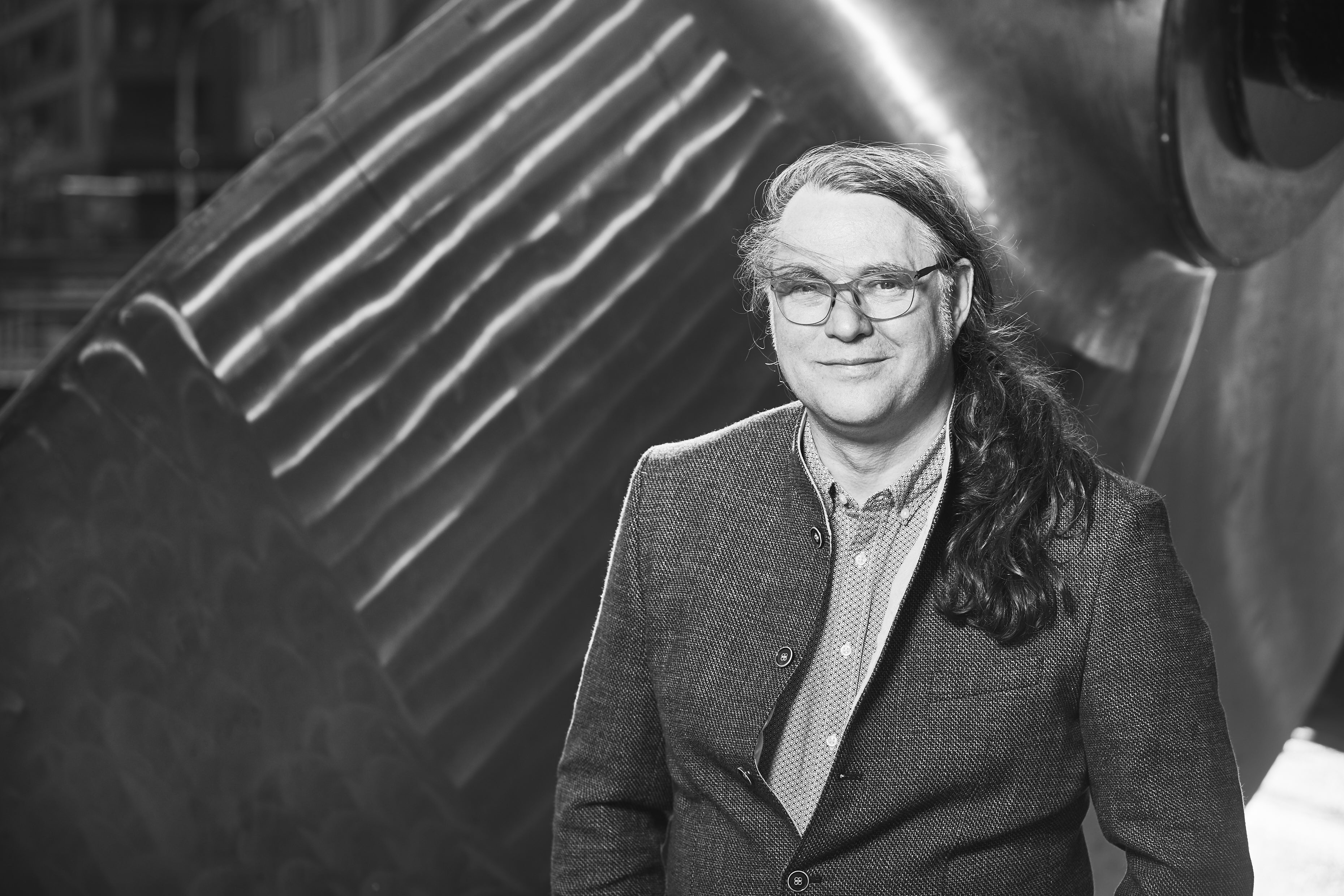
Stefan Malzkorn

Stefan Andreas Malzkorn (* 4. September 1963 in Hamburg) ist ein deutscher Fotograf, der vor allem für seine Arbeit im Musikjournalismus und als Porträtfotograf bekannt ist.

## Biografie
Stefan Malzkorn wurde in Hamburg-Wandsbek geboren und verbrachte dort seine Kindheit. Nach dem Abitur 1982 durchlief er eine Ausbildung in der Seeschifffahrt zum Schiffsmechaniker. Er fuhr drei Jahre zur See und entwickelte dabei eine Leidenschaft für die Fotografie. Seine Bilder aus dem Schiffsalltag wurden 1988 vom Museum der Arbeit in Hamburg archiviert.
1986 begann er an der Universität Hamburg mit Studien der Geschichte, Sozial- und Wirtschaftsgeschichte und Anglistik mit dem Berufswunsch, Journalist zu werden. Während des Studiums bildeten Studienseminare zur Fotografie in der Geschichte und zur Analyse von Filmen einen besonderen Schwerpunkt. Das Studienjahr 1989/90 verbrachte er an der University of Birmingham, wo er seine Studien im Bereich der Sozial- und Wirtschaftsgeschichte vertiefte.
Nach seiner Rückkehr nach Hamburg widmete sich Malzkorn ab 1991 parallel zu seinem Studium regelmäßig dem Fotografieren von Konzerten. im Februar 1994 präsentierte er seine erste Einzelausstellung in der Markthalle Hamburg. Durch den Erfolg dieser Ausstellung konnte sich Malzkorn als Fotograf selbständig machen und exmatrikulierte sich im gleichen Jahr, ohne das Studium abzuschließen. Am 26. August 1999 wurde seine fotografische Arbeit vom Hamburger Künstler-Prüfungsausschuss anerkannt. In den folgenden Jahren arbeitete er hauptsächlich als Pressefotograf mit Schwerpunkt Musikjournalismus. Seine Arbeiten wurden in Zeitschriften wie Spex, Visions und Musikexpress veröffentlicht.
Das digitale Bildarchiv von Malzkorn umfasst mehr als 500.000 Bilddateien. Hinzu kommt ein analoges Archiv mit Diapositiven, Negativen und fotografischen Abzügen, das sich in der Erfassung befindet. Dokumentiert sind 30 Jahre nationaler und internationaler Musikgeschichte.

## Werk

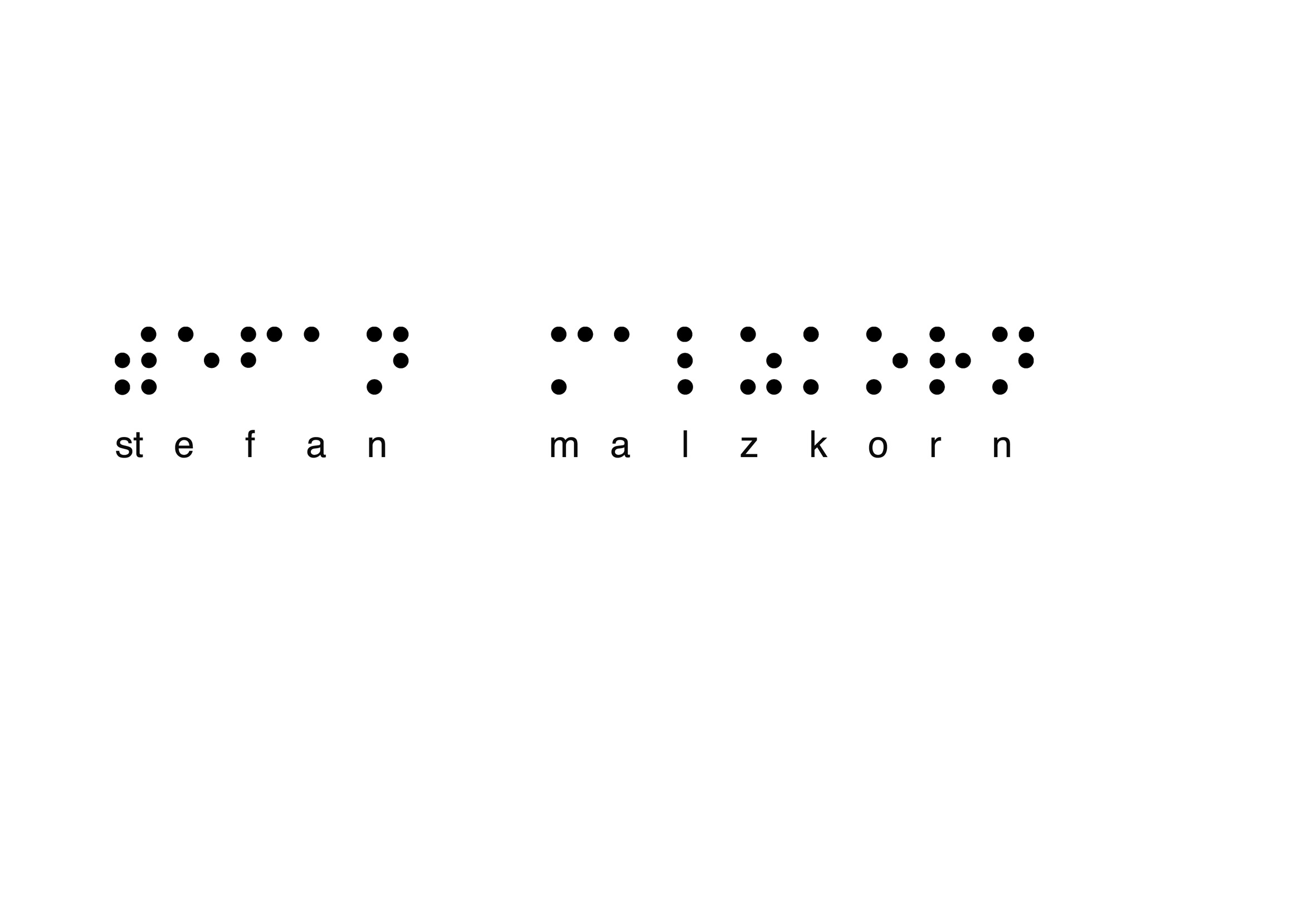
Firmenlogo Stefan Malzkorn

Als beruflicher Autodidakt erhielt er 1994 die Möglichkeit, eine Einzelausstellung mit dem Titel For Eyes in der Markthalle Hamburg zu gestalten, in der er Schwarz-Weiß-Konzertaufnahmen und Musikerporträts präsentierte.
Die Ausstellung Three Songs No Flash konzipierte er im Jahr 1999 für die Kölner Musikmesse Popkomm. Als Direktabzüge von Diapositiven zeigten die großformatigen Bilder die Möglichkeiten der Live-Konzertfotografie im Grenzbereich der Available-Light-Fotografie. Das verwendete Filmmaterial wurde hierfür um zwei bis drei Blendenwerte in seiner Empfindlichkeit „gepusht“. Es folgten Einladungen in die Zeche Bochum sowie im Jahr 2000 wiederum in die Markthalle Hamburg und im Rahmen der „Fête de la Musique“ in die Kulturbrauerei Berlin.

2004 war Malzkorn maßgeblich an der fotografischen Gestaltung der Ausstellung Kassettengeschichten / Mixtapes beteiligt, die die Kulturgeschichte des Mixtapes in Interviews und Hörbeispielen erzählte. Als Auftragsarbeit der Veranstalter wurden 25 großformatige Personenporträts im Format 1 m × 2,5 m angefertigt. Diese Porträts trugen maßgeblich zur Strukturierung und Gestaltung der Ausstellungsräume in den Museen für Kommunikation in Hamburg, Bremen, Frankfurt und Bern bei. Hier verwendete Malzkorn mit der Fuji 617 eine Mittelformat-Panoramakamera mit Großformat-Wechselobjektiven. Die belichteten Diapositive im Hochformat haben das Ausgabeformat 6 × 17 cm. Für die Architekturserie New York Vertical wurde mit einer Linhof Technorama das gleiche Bildformat genutzt. Die Bilder entstanden im privaten Umfeld der Porträtierten unter teilweise engsten räumlichen Bedingungen. Anders als bei seinen anderen Porträtarbeiten musste Malzkorn ein Stativ für die Aufnahmen verwenden – Eine Bildkontrolle konnte nur mit einer Lupe auf einer Mattscheibe erfolgen, die auf die Filmbühne eingesetzt wurde und das Bild seitenverkehrt und auf dem Kopf stehend wiedergab. Für die Belichtung musste die Mattscheibe wieder aus der Kamera ausgebaut werden. Belichtet wurde auf einem 400ASA Dia - Rollfilm, der in der Empfindlichkeit gepusht wurde und nur jeweils vier Belichtungen erlaubte. Für die Aufnahmen wurden die Bilder mit einer Blitzanlage ausgeleuchtet.

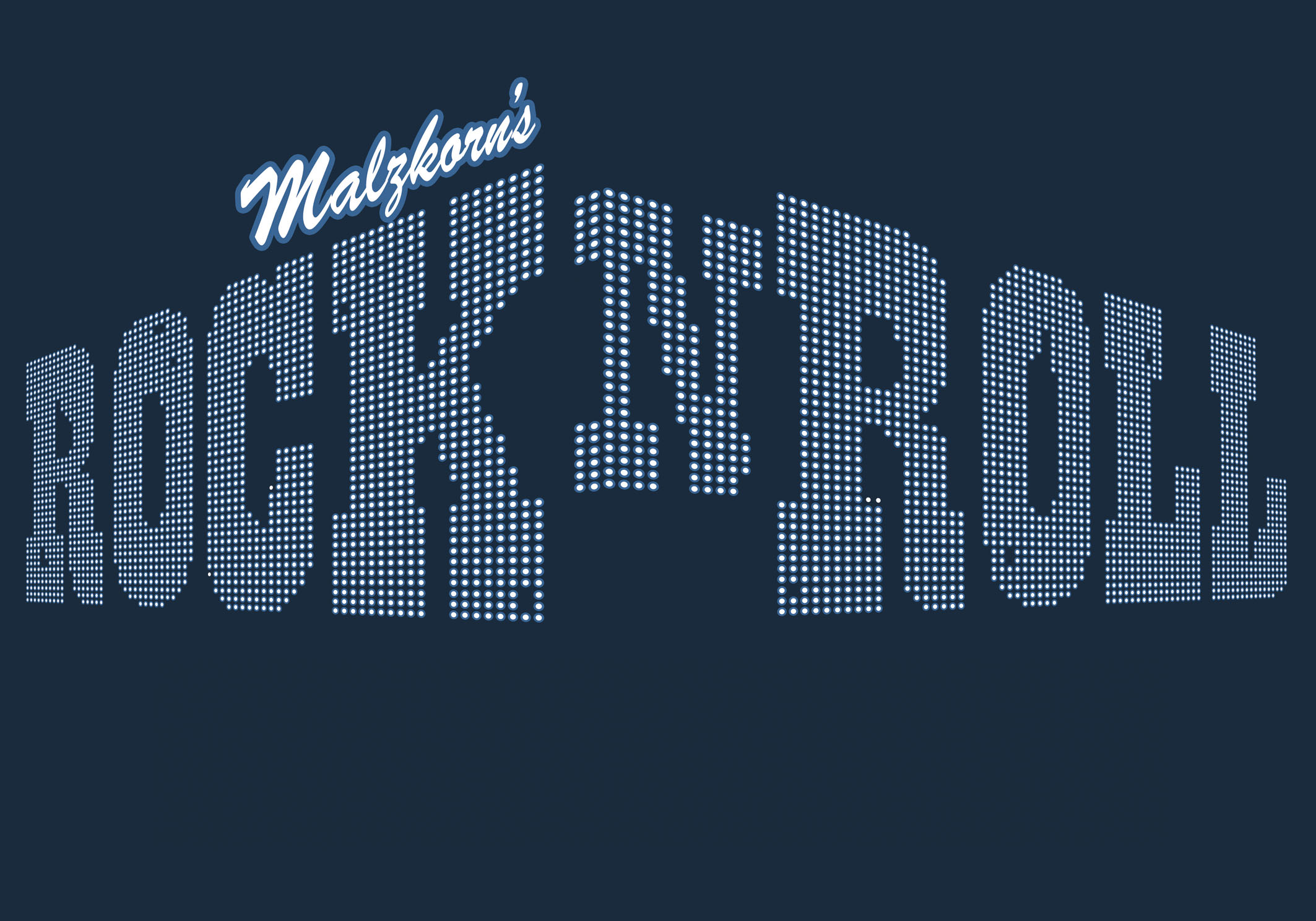
Ausstellungslogo

### Musikfotografie
2013 konzipierte Malzkorn eine Wander-Ausstellung mit dem Titel Malzkorn’s Rock ’n’ Roll in Zusammenarbeit mit dem Hamburger Reeperbahn Festival, die 25 Jahre Musik und Musikfotografie in Hamburg dokumentierte. Das Projekt wurde von der Kulturbehörde Hamburg gefördert. Die Ausstellung wurde erstmals 2013 in Hamburg St. Pauli im Nochtspeicher im Rahmen des Reeperbahn Festivals präsentiert und fand seitdem weitere Stationen, darunter das Levantehaus in Hamburg und die Hamburger Landesvertretung in Berlin (2015–2018). Zum zehnjährigen Jubiläum der Wander-Ausstellung präsentierte Malzkorn 2023 seine Konzertaufnahmen in der Fabrik der Künste in Hamburg. In dieser Ausstellung zeigt er einen breiten Querschnitt seiner Arbeit mit Musikern und Musik, darunter bekannte Hip-Hop-Stars wie Methodman-Redman und Ice-T, Indie-Rocker und Hardcore-Crossover-Helden wie Faith No More, Muse und Smashing Pumpkins. 

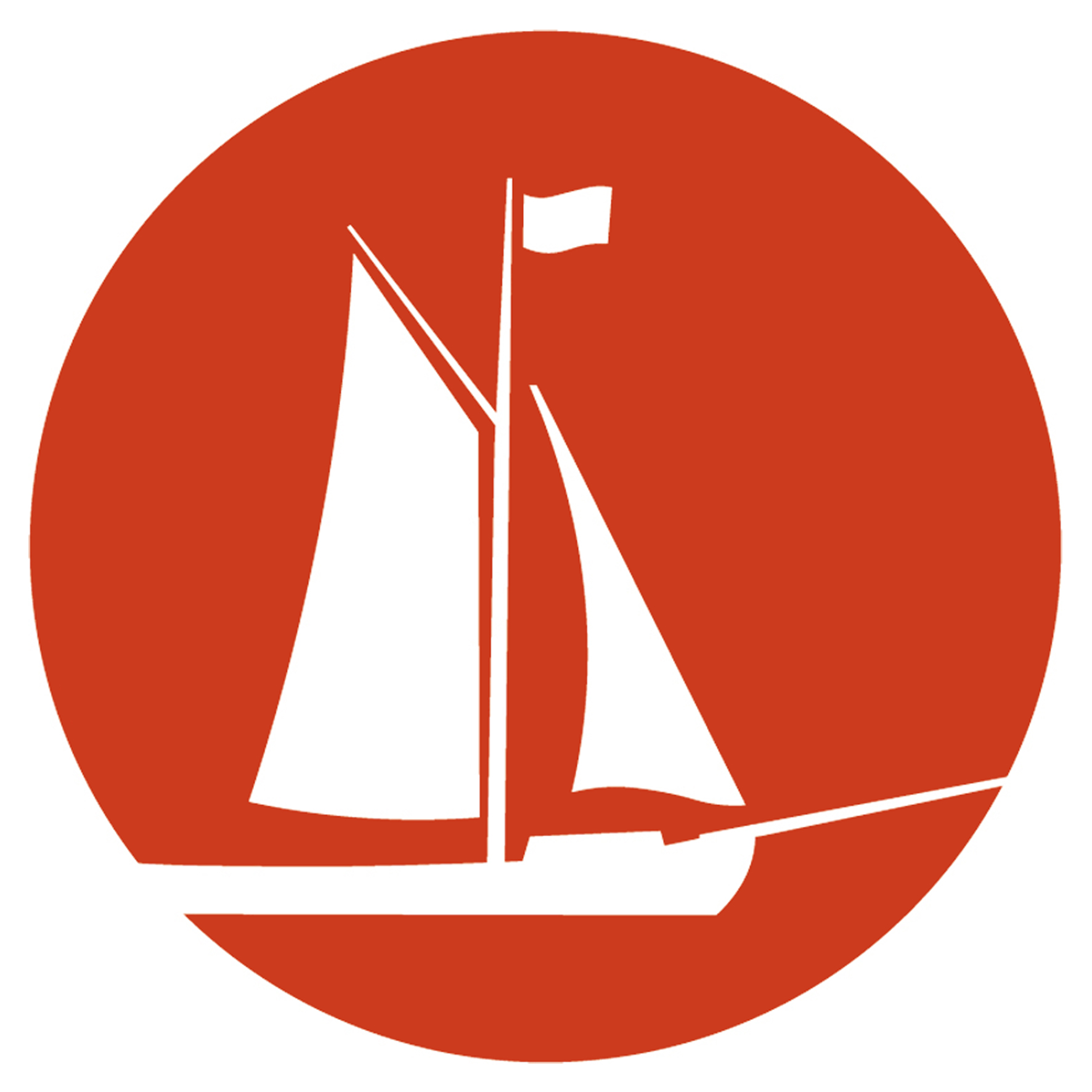
Logo Projekt „BOOT“

### BOOT-Projekt
Nach der gesundheitsbedingten Beendigung seiner fotografischen Laufbahn im Jahr 2018 ist Malzkorn ehrenamtlich, sozial und kulturell tätig. 2015 initiierte er das Projekt BOOT im Hamburger Osterbrookviertel. BOOT ist eine Anwohnerinitiative, die einen Treffpunkt für Nachbarschaft, Sport und Kultur an der Unteren Bille plant und durchführt. Das Projekt zielt darauf ab, Wasserflächen in Hamburg erlebbar zu machen, die noch weitgehend unentdeckt sind.
Das Konzept für das Projekt wurde erstmals 2016 mit der Stadtplanung im Bezirk Hamburg-Mitte diskutiert. Zwischen 2020 und 2021 war das Projekt Teil des Modellprojekts Mitte-Machen, das die Stadtentwicklung in sechs deutschen Stadtgemeinden mit dem Schwerpunkt auf Sport in Kombination mit multifunktionalen Begegnungsstätten fördern soll. 2021 wurde der gemeinnützige BOOT e.V. als Körperschaft gegründet. Seit Februar 2023 hat der Verein eine Liegenschaft der Hansestadt Hamburg an einem Altarm der Unteren Bille gepachtet und nutzt diese Fläche für ein Nachbarschaftscafé, einen Kanuverleih und für Kulturveranstaltungen, wie dem Osterbrooklyn – Musikfestival.